# Кетов, Евгений Николаевич
Евгений Николаевич Кетов (17 января 1986, Губаха, СССР) — российский хоккеист, крайний нападающий. Заслуженный мастер спорта России (2012)).

## Карьера
Воспитанник пермского хоккея. Начал профессиональную карьеру в клубе высшей лиги — самарском ЦСК ВВС, выступая до этого за фарм-клуб омского «Авангарда». В 2005 году перешёл в тольяттинскую «Ладу», в составе которой в 2006 году стал обладателем Континентального Кубка. На том турнире был признан лучшим нападающим. В 2009 году перешёл в состав казанского «Ак Барса», в следующем году в результате обмена на Николая Лемтюгова оказался в «Северстали».
В составе череповчан стал одним из лучших нападающих клуба, за два неполных сезона набрав 35 (20+15) очков в 62 проведённых матчах. После окончания сезона 2010/11 Кетов был признан болельщиками череповецкой команды одним из лучших игроков сезона, сразу после чего продлил своё соглашение ещё на два года, став капитаном команды.
Приняв участие в игре против ХК «Сочи» 13 января 2022 года, 35-летний форвард побил клубный рекорд игрока СКА Игоря Щуркова по количеству матчей в чемпионатах страны (506), который держался со времен СССР — 46 лет. Свой первый матч в составе СКА Кетов провел в сентябре 2013 года. За 10 сезонов в СКА сыграл 541 матч.
По окончании сезона 2022/23 объявил о завершении карьеры.
11 декабря 2023 года Евгений Кетов был введён в Галерею славы хоккейного клуба СКА. Штандарт с его портретом и номером 40, под которым он играл в СКА, поднят под своды Ледового дворца в Санкт-Петербурге. Так же СКА навсегда вывел из обращения игровой номер (№40) Кетова.

### В сборной
В 2006 году вместе с молодёжной сборной России завоевал серебряные медали чемпионата мира, проходившего в Канаде.
В 2012 году в составе сборной России стал обладателем золотых медалей чемпионата мира, проходившего в Финляндии и Швеции.

## Достижения
- Серебряный призёр молодёжного чемпионата мира 2006.
- Обладатель Континентального Кубка 2006.
- Лучший нападающий Континентального Кубка 2006.
- Чемпион мира 2012.
- Обладатель Кубка Гагарина 2015, 2017.
- Серебряный призёр чемпионата России 2015.
- Чемпион России 2017.
- Бронзовый призёр чемпионата России 2018.
- Обладатель кубка континента 2018

## Статистика
| Легенда | Легенда                    | Легенда | Легенда                   | Легенда | Легенда    |
| ------- | -------------------------- | ------- | ------------------------- | ------- | ---------- |
| И       | Количество проведённых игр | Штр     | Штрафное время            | +/−     | Плюс-минус |
| Г       | Голы                       | П       | Голевые передачи          | О       | Очки       |
| -       | Статистика неизвестна      | —       | Статистика не учитывалась |         |            |